# Lone Star (grup de rock)
|  | Per a altres significats, vegeu «Lone Star». |

Lone Star és un grup de rock format a Barcelona per Pere Gené (veu i líder de la formació), Willy Nab (guitarra solista), Rafael de la Vega (baix), Enric Fusté (piano) i Enrique López (bateria).
El grup data de 1959, quan Pere Gené va retornar a Barcelona, després de viure durant un any a Londres, on va viure l'eclosió del rock and roll en tota la seva esplendor. Gené havia fet classes de piano al conservatori del Gran Teatre del Liceu i va tornar a Catalunya amb la idea de formar un grup de rock. Va ser així com va reunir a alguns antics companys del conservatori per compondre la formació.

## Discografia
Lone Star ha publicat els següents àlbums:
- Lone Star (1966)
- Un conjunto con antología (1967)
- Vuelve el rock (1968)
- Lone Star en Jazz (1968)
- Spring 70 (1970)
- Es largo el camino (1972)
- Adelante rock en vivo (1973)
- ¡¡Síguenos!! (1976)
- Horizonte (1977)
- Oveja negra (1979)
- Viejo lobo (1982)
- Hacia el futuro (1996)
- Concierto Teatro Infanta Beatriz Madrid 1968 (2010)